# De 39 stegen (pjäs)
De 39 stegen är en teaterpjäs skriven av Patrick Barlow baserad på filmen De 39 stegen av Alfred Hitchcock som i sin tur är baserad på romanen The thirty-nine steps från 1915 av John Buchan. 
Thrillerkomedin hade sin urpremiär i Storbritannien år 1995 och har bland annat spelats på Broadway i New York och i West End i London. 

## Handling
Kanadensaren Richard Hannay går på en kabaré under sitt Londonbesök och möter där den mystiska Annabella som övertalar honom att ta med henne hem. Det visar sig att hon bär på mörka hemligheter och innan Richard vet ordet av är han misstänkt för mord och jagad både av polisen och en mäktig organisation.

## Svenska uppsättningar
Hösten 2013 hade den premiär i Stockholm med Cecilia Forss (Annabella) och Robin Stegmar (Richard Hannay) i huvudrollerna och med Peter Dalle och Morgan Alling (som ersatte Johan Ulveson) i de över 130 birollerna. Emma Bucht regisserade och översättningen var gjord av Johan Schildt.
2022 sattes pjäsen upp av Västerbottensteatern i Skellefteå.